# الیزابت راین
 الیزابت راین (انگلیسی: Elizabeth Ryan؛ زاده ۸ فوریهٔ ۱۸۹۲ درگذشته ۸ ژوئیهٔ ۱۹۷۹) یک تنیس‌باز اهل ایالات متحده آمریکا بود.